# Gare de Jaux
La gare de Jaux est une gare ferroviaire française de la ligne de Creil à Jeumont, située sur le territoire de la commune de Jaux dans le département de l'Oise, en région Hauts-de-France.
C'est une halte ferroviaire de la Société nationale des chemins de fer français (SNCF) desservie par des trains TER Hauts-de-France.

## Situation ferroviaire
Établie à 33 m d'altitude, la gare de Jaux est située au point kilométrique (PK) 78,157 de la ligne de Creil à Jeumont, entre les gares du Meux - La Croix-Saint-Ouen et de Compiègne.

## Histoire
Entre le 31 juillet 1882 et le 15 mai 1939, le point d'arrêt a également été desservi par des trains de voyageurs Compiègne - Crépy-en-Valois et retour, passant par le raccordement de Rivecourt et la gare de Verberie, via la ligne d'Ormoy-Villers à Boves. Ce service comportait cinq aller-retours par jour jusqu'à la Première Guerre mondiale, puis trois aller-retours de la fin de la guerre jusqu'à sa suppression,.

## Service des voyageurs
Le point d'arrêt de Jaux dispose d'un abri pour les voyageurs sur chacun des deux quais. Il n'y a ni guichet, ni distributeur automatique, mais désormais un composteur.

### Accueil
Halte SNCF, c'est un point d'arrêt non géré (PANG) à entrée libre.
La traversée des voies et le passage d'un quai à l'autre se font par le passage à niveau routier.

### Desserte
Jaux est desservie par des trains TER Hauts-de-France qui effectuent des missions entre les gares de Paris-Nord et de Compiègne. En 2009, la fréquentation de la gare était de 37 voyageurs par jour.

### Intermodalité
Le stationnement des véhicules est possible à proximité. La gare est desservie par les lignes 107 du réseau TIC et 661 du réseau interurbain de l'Oise à l'arrêt "Jaux - Place"